# Jean de Chokier de Surlet
Jean de Chokier, baron de Surlet (ur. 14 stycznia 1571 w Liège, zm. 19 sierpnia 1656 tamże) – flamandzki historyk i prawnik, znawca prawa kanonicznego, pisarz polityczny z Księstwa Liège, uważany za najważniejszego ucznia Justusa Lipsiusa.

## Biografia
Urodził się w rodzinie szlacheckiej w biskupim Księstwie Liège. Został wybrany kanonikiem kapituły przy miejscowej katedrze Najświętszej Marii Panny i św. Lamberta oraz wikariuszem generalnym do spraw duchowych w okresie episkopatu księcia Ferdynanda Wittelsbacha.

## Twórczość
W swojej twórczości, zgodnie ze wskazówkami Lipsiusa, odwoływał się do twórczości Tacyta oraz stosował sententiae i exempla. 
Pisał po łacinie:
- Onosandri Strategicus, sive De Imperatoris Institutione. Additae in extremo operis variantes lectiones ex Codd. diversorum M. SS. depromptes, 1610
- Thesaurus politicorum aphorismorum. In quo principum, consiliariorum, aulicorum institio proprie continetur. Una cum exemplis omnis aevi ..., 1610 (polskie tłumaczenie: przeł. Andrzej Rudomina, wydane drukiem pod tytułem O odmianie państw i zgubie panujących i o słusznym ratunku, Wilno 1652, wznowiono pt. Fortuna państw i panujących w 1738 r.[4][5])
- Tractatus de re nummaria prisco ævi: quae collata ad æstimationem monetæ præsentis: ad Historia cùm profane, tùm sacræ intelligentiam non parum utilis, 1619
- Commentaria in regvlas Cancellariae Apostolicae: sive in Glossemata Alphonsi Sotto, glossatoris nuncupati, 1621
- Scholia dans Primarias Preces Imperatoris, 1621
- Tractatvs de legato, 1624
- Vindiciae Libertatis Ecclesiasticae: Divisae In Dvas Partes: In quarum prima ostenditur Appellationes ab Ecclesiasticis Iudicibus in causis ciuilibus inter Laicos motis, in Imperiali Camera non esse interponendas, nec ab ea recipiendas. Altera scribitur Contra impios Ecclesiae Mastyges, illius bona, ac iura vsurpantes , 1630
- Facis historiarum centuriae duae: Quarum prima continet mores diversarum gentium, Altera ritus sacros ..., 1650